# Region Kidal
Die Region Kidal liegt im Nordosten Malis. Auf 151.450 Quadratkilometern wohnen 67.638 Menschen. Damit ist die Region mehr als doppelt so groß wie Bayern; sie hat jedoch nur so viele Einwohner wie Flensburg. 

## Geographie
Die Region grenzt im Westen an die Region Timbuktu, im Süden an die Region Gao, im Osten an die Republik Niger und im Norden an Algerien. Es herrscht Wüstenklima; tagsüber wird es bis zu 45 °C heiß, nachts kühlt es bis auf 12 °C ab.
Flüsse oder befestigte Straßen gibt es nicht. Viehzucht, Handel und Handwerk sind die wichtigsten Wirtschaftszweige. 
Die wichtigsten Städte sind Kidal und Tessalit. Viele Bewohner sind jedoch nach wie vor Nomaden.

## Geschichte
Die Region Kidal wurde 1991 nach einem Aufstand gebildet. Die meisten Bewohner sind Tuareg. Sie sprechen Tamascheq.
Das Gebiet ist in vier Kreise (cercles) aufgeteilt; es gibt elf Kommunen. Gouverneur der Region ist seit Januar 2005 Alhamdou ag Ilyene.
Kreise:
- Kidal
- Tessalit
- Abeïbara
- Tin-Essako